# Wacław Dudek (major)
Wacław Dudek (ur. 9 kwietnia 1917 w Opocznie, zm. 6 marca 1981 w Londynie) – oficer artylerii Wojska Polskiego, major Polskich Sił Zbrojnych, uczestnik II wojny światowej.      

## Życiorys
Był trzecim w kolejności z czworga dzieci Wincentego i Feliksy z domu Czernic. Po ukończeniu szkoły podstawowej w Tomaszowie Mazowieckim (budynek dzisiejszej filii Uniwersytetu Łódzkiego) oraz Gimnazjum Realnego Matematyczno-Przyrodniczego (dzisiejszy Zespół Szkół Ponadpodstawowych nr 1), rozpoczął w 1937 r. naukę w Szkole Podchorążych Rezerwy Artylerii we Włodzimierzu Wołyńskim, a następnie w Oficerskiej Szkole Artylerii Przeciwlotniczej w Trauguttowie koło Brześcia nad Bugiem. 
1 września 1939 r. otrzymał awans na stopień podporucznika. Brał czynny udział w kampanii wrześniowej, w składzie baterii artylerii przeciwlotniczej, która podczas silnych niemieckich nalotów wyróżniała się, niszcząc m.in. 2 niemieckie samoloty. 16 września w Krzemieńcu, na podstawie rozkazu Dowódcy Obrony Przeciwlotniczej Kraju odznaczony Krzyżem Walecznych za odparcie ataku lotnictwa Luftwaffe na stację kolejową Brześć w dniu 13 września 1939 r.
Po klęsce wrześniowej przeszedł granicę polsko-węgierską i dostał się do obozu internowania w Nagykanizsie. Stamtąd przedostał się przez m.in. Jugosławię na Zachód i dołączył do tworzącej się polskiej armii we Francji. We Francji służył w Zgrupowaniu Artylerii Przeciwlotniczej, w składzie baterii broniącej portu St. Nazaire. Po klęsce Francji, w czerwcu 1940 r. ewakuowany do Wielkiej Brytanii. Jako ochotnik służył w obsłudze pociągów pancernych, które jako pierwsze miały spotkać inwazyjne oddziały niemieckie. Po pewnym czasie rozkazem został skierowany do Ośrodka Artylerii Przeciwlotniczej w Szkocji, gdzie służył w oddziałach osłaniających od niemieckich nalotów port Dundee. W 1941 r. awansował na stopień porucznika. W czerwcu 1942 r., wraz z utworzeniem 1 Pułku Artylerii Przeciwlotniczej, wchodzącego w skład 1 Dywizji Pancernej, otrzymał przydział do pułku na stanowisko dowódcy 1 baterii. Na tym stanowisku wszedł do działań w Normandii. W toczących się walkach bateria pod jego dowództwem wyróżniała się. Zniszczyła trzy samochody pancerne stanowiące szpicę oddziałów niemieckich, podczas operacji w okolicach Falaise, przerywając w ten sposób dalszy ruch nieprzyjaciela. Za działalność bojową i czyny wybitnego męstwa odznaczony Krzyżem Srebrnym Orderu Wojennego Virtuti Militari oraz Krzyżem Walecznych. Po działaniach pod Falaise, po reorganizacji pułku 25 września 1944 r. został adiutantem dowódcy 1 Pułku Artylerii Przeciwlotniczej. Był w gronie oficerów, którym przysługiwało prawo noszenia Odznaki Pułkowej. Brał udział w wyzwalaniu przez 1 Dywizję Pancerną Belgii i Holandii. W okolicy miasta l’Abeele na pograniczu francusko-belgijskim atakował wraz z 3 żołnierzami i partyzantami maquis dużą grupę żołnierzy niemieckich, przedzierających się do swojej jednostki. Po zdecydowanym ataku i strzelaninie pojmał i przekazał następnie żołnierzom kanadyjskim 36 jeńców niemieckich, w tym 2 oficerów. W styczniu 1945 r. awansowany do stopnia kapitana, a już po zakończeniu działań wojennych do stopnia majora. 
Po demobilizacji osiedlił się w Londynie, w dzielnicy Ealing, zawarł związek małżeński z Czesławą z domu Kozak, której ojciec i brat byli żołnierzami 2 Korpusu Polskiego. Mieli dwoje dzieci, Annę Bogumiłę i Krzysztofa. Na emigracji wykonywał zawód zegarmistrza. Był jednym z organizatorów środowiska polskiego, miejscowej parafii rzymskokatolickiej pw. NMP Matki Kościoła i Szkoły Sobotniej dla dzieci. W latach 1973–1979 pełnił funkcje wiceprezesa Związku Artylerii Przeciwlotniczej. Zmarł 6 marca 1981 r., pochowany został na cmentarzu Gunnersburry. 12 sierpnia 1981 r. wdowa po mjr. Wacławie Dudku przekazała mundur, odznaczenia i dokumenty wojskowe zmarłego męża do zbiorów Muzeum w Tomaszowie Mazowieckim.       

## Ordery i odznaczenia
- Krzyż Srebrny Orderu Wojskowego Virtuti Militari[10]
- Krzyż Zasługi[10]
- Krzyż Walecznych[10]
- Medal Wojska[10]
- Gwiazda za Wojnę 1939–1945 – Wielka Brytania[10]
- Gwiazda Francji i Niemiec – Wielka Brytania[10]
- Medal Obrony – Wielka Brytania[10]
- Military Medal for Bravery in the Field[10]